# Revolver (film, 2005)
A Revolver 2005-ben bemutatott angol–francia akciófilm, melyet Guy Ritchie írt és rendezett. A főszereplők Jason Statham, Ray Liotta, Vincent Pastore és André Benjamin. A film Jake Green-ről szól, aki bosszút akar állni egy hírhedt gengszterfőnökön, aki börtönbe juttatta hét évre.

## Cselekmény
A folyton nyerőszériában lévő Jake Green (Statham), egy fanatikus szerencsejátékos, akit már a környék összes kaszinójából kitiltottak az állandó kifosztásért. Egy éjjelen meginvitálják két bátyjával együtt, Billy-vel (Howard) és Joe-val (Walters) egy "baráti" játékra, az álnok maffiafőnökkel, Dorothy Machá-val (Liotta). Jake-nek a tervek szerint vesztenie kell, de ő másképp dönt, és megveri a maffiózót, ezután mindhárman elkezdenek inalni, mivel meg akarja őket ölni, bérgyilkosokat is megbíznak ez ügyben. Jake-nek egy testvérpár ad munkát, Avi (Benjamin) és Zack (Pastore), akik végezni akarnak Machá-val, így Jake-t és testvéreit beveszik a bandába...

## Szereplők
| Színész            | Karakter             | Magyar hang      |
| ------------------ | -------------------- | ---------------- |
| Jason Statham      | Jake Green           | Epres Attila     |
| Ray Liotta         | Dorothy Macha        | Kőszegi Ákos     |
| Vincent Pastore    | Zack                 | Faragó András    |
| André Benjamin     | Avi                  | Hevér Gábor      |
| Terence Maynard    | French Paul          | Kálid Artúr      |
| Andrew Howard      | Billy                | Szervét Tibor    |
| Elana Binysh       | Rachel               | Kántor Kitty     |
| Shend              | Teddy, Billy testőre | Holl Nándor      |
| Stephen Walters    | Joe                  | Szatmári Attila  |
| Serge Soric        | Rade                 | Forgács Gábor    |
| Trevor Stuart      | Mr. Horowitz         | Cs. Németh Lajos |
| Benjamin Feitelson | Doug Finny           | Barbinek Péter   |